# 엔리케 이글레시아스
엔리케 미겔 이글레시아스 프레이슬레르(스페인어: Enrique Miguel Iglesias Preysler, 1975년 5월 8일 ~ )는 스페인의 팝 음악 싱어송라이터이다. 미국에서 인기있는 라틴계 가수 중 한명으로, 그래미, 라틴 그래미, 빌보드 뮤직 어워즈, 아메리칸 뮤직 어워즈, 월드 뮤직 어워즈 등을 수상하였다.

## 생애
이글레시아스는 훌리오 이글레시아스와 필리핀계 스페인인 이사벨 프레이슬레르 사이에서 태어났다. 누나인 차벨리 이글레시아스, 형인 같은 가수 훌리오 이글레시아스 후니오르 외에 형제가 2명, 이복 형제 5명이있다. 엔리케 이글레시아스는 3살 때 부모가 이혼하여, 아버지는 미국 마이애미로 이주했으며, 아이들은 어머니와 마드리드에 살고 있었다. 그러나 이글레시아스의 할아버지, 훌리오 이글레시아스 푸가가 바스크 테러리스트 집단 ETA에 납치 된 사건이 일어나 1982년, 신변의 위험을 느낀 어머니에 의해, 형제자매와 함께 마이애미의 아버지 곁으로 보내진다. 이글레시아스는 어머니를 만나기 위해 매년 여름 스페인에서 보내졌을 때만 제외하고 제외 보모 엘비라 올리바레스(Elvira Olivares)에 의해 길러졌다. 첫 번째 음반도 보모에게 바쳐진 음반이다.

## 음악 활동
이글레시아스의 첫 경력은 프렙 스쿨의 걸리버 고등학교 재학 중에 출연 한 뮤지컬 '헬로 돌리!"(Hello, Dolly!)이다. 부모에게 비밀로 노래 레슨을 시작하였고, 경영학을 배우기 위하여 마이애미 대학교에 1년 정도 다니다 음악의 길로 나아가는 것을 결심했다. 이글레시아스는 음악 레이블을 찾고 있었지만, 계약가가 나올 때까지 본명을 사용하는 것을 완강히 거부하였고, 엔리케 마르티네스(Enrique Martinez)라는 가명을 썼다. 데뷔에 이르기 경력은 배경을 전혀 모르는 제3자가 이글레시아스의 데모 테이프를 듣고 재능을 인정했다는 설과 아버지의 전 매니저로 데뷔 당시부터 엔리케 이글레시아스의 매니저를 맡은 콜롬비아 사람의 페르난 마르티네스 (Fernán Martínez)에게 지원을 부탁했다는 설이있다.
이글레시아스와 매니저의 두 사람은 무명의 중남미 출신의 가수로 엔리케 마르티네스의 데모 테이프를 회사에 전달하였지만, 대기업 모두 거절 당했다. 드디어 멕시코 음악 등을 다루는 스페인계 라벨의 호노비사(Fonovisa)만 관심을 보였다. 호노비사와 계약을 맺은 이글레시아스는 캐나다의 토론토에서 첫 번째 음반의 녹음을 하였다.
1995년 발매된 첫 번째 음반 《Enrique Iglesias》는 발매 3개월만에 100만장을 돌파하였다. 700 만장의 세일즈를 기록한 미국에서 플래티넘 디스크가 되었다. 호노비사에서 데뷔 음반에 이어 1997년 《Vivir》, 1998년 《Cosas del Amor》를 발표했다. 《Cosas del Amor》에는 처음으로 영어로 부른 곡 〈Bailamos〉가 수록되어있다.
호노비사의 성공 (플래티넘 디스크 2장, 골드 디스크 1장)은 유니버설 뮤직과 음반 6장을 내는 계약을 맺고, 스페인어권에서 영어권 시장에 진출했다. 그리고 2000년 2월에는 미국의 국민적 축제 슈퍼 볼 하프타임 쇼에 출연하였으며, 2003년 12월에는 뉴욕의 풍물 록펠러 센터의 크리스마스 트리 점등식에 초대되는 등, 라틴 사회뿐만 아니라 미국에서도 일약 스타가 되었다.
이글레시아스는 세계에서 가장 잘 팔리는 스페인어계 음악가 중 한 명이다. 이글레시아스는 아버지의 판매 기록에 도달하지 않았지만, 음반 1장 당 매출은 아버지를 넘고있어 1990년대에 가장 많이 팔린 스페인어계 음악가가되었다.

## 다른 활동
이글레시아스는 작사가로도 활동하고 있다. 송라이터인 가이 챔버스와 공동으로, 안드레아 보첼리의 첫 팝 음반에 수록되는 싱글 〈Un Nuovo Giorno〉를 작사하였다.이 곡은 후에 〈First Day Of My Life〉로 영어로 번역되었으며, 스파이스 걸스의 일원 멜러니 C가 커버하여 유럽 많은 나라에서 1위를 하였다. 영국 밴드 홀리스의 음반에는 이글레시아스와 공동으로 쓴 곡이 4곡 포함되어있다. 이글레시아스는 만약 은퇴하는 일이 있으면 다른 가수를 위해 곡을 쓰고 프로듀싱을 할 것이라고 언급한 적도 있다.
또한 2000년에 이글레시아스는 《Four Guys Named Jose and Una Mujer Named Maria》라는 오프 브로드 웨이 뮤지컬을 공동 프로듀스했다.
2002년에 이글레시아스는 미국의 과자 도리토스 광고에 출연하였으며, 월드 투어의 스폰서였던 펩시의 호화 광고에도 출연하였다. 2003년 공개된 로버트 로드리게스 감독의 《원스 어폰 어 타임 인 멕시코》에서 권총을 휘두르는 로렌조 역으로 출연하였다. 또한, 찰리 신 주연의 텔레비전 코미디 프로그램 《두 남자와 1/2》 2007년 5월 7일 에피소드에서 카메오로 출연하였다.

## 사생활
이글레시아스는 2001년부터 안나 쿠르니코바와 사귀었으며 2017년 12월 쌍둥이 남매가 태어났다.
이 둘은 2001년 엔리케 이글레시아스 'Escape'의 뮤직비디오 촬영에서 처음 만났고 그 자리에 있던 스탭들은 이 둘이 나중에 데이트를 할거라고 확신한 사람이 많았을 정도로 잘어울렸다고 한다. (여담으로 이글레시아스는 지인에게 안나와 그 전부터 만났다고 거짓말을 한적이 많다고 한다. 그 이유가 너무 헐리우드스럽고 가볍게 만나는거라고 생각할거 같아서다.)
이글레시아스의 인터뷰 단골질문 중 하나가 안나와의 결혼계획인데 항상 대답은 "없다"이다. 예전부터 결혼이 상대방을 더 사랑하게 되고 더 로열티가 생긴다고 생각하지 않고 둘다 지금이 행복하기 때문에 결혼계획은 없다고 밝혔다. 이를 보고 몇몇 언론에서 '엔리케는 안나를 사랑하지 않는다' '결혼에 매달리는 안나'와 같은 기사를 내긴 하지만 결혼을 거절한건 안나이다. 2008년 인터뷰에서 이글레시아스는 안나와 진지하게 이야기 해봤지만 안나는 이글레시아스가 단지 몇년동안 데이트하고 싶은 남자일수도 있기 때문에 결혼하고 싶은 마음이 없다고 했다고 한다. 이 부분만 보면 안나가 너무하다는 생각이 들수도 있지만 안나를 만나기전 이글레시아스는 정말 많은 여자들과 사귀었고 사생활이 난잡하기로 유명한 아버지를 따라간다는 말이 나올정도로 믿을만한 남자가 아니었다. 이글레시아스도 안나를 만나기전에는 정말 가볍게 사람들을 만났고 진지하게 사귄것은 안나가 처음이라고 했다. 또한, 2011년 어느 한 인터뷰에서 여자 인터뷰어가 초반부터 안나를 사랑하지 않기 때문에 청혼하지 않는 것이다라고 이글레시아스를 살살 긁었는데 이에 대해 이글레시아스는 보기 드물게 흥분하면서 본인은 11번에나 안나에게 청혼했지만 안나가 언제나 거절했다고 답변했다. 이런 답변들과 여러 인터뷰에서 이글레시아스는 안나는 똑똑하기 때문에 본인같은 사람과는 결혼하지 않는 것이다 라는 자조적인 말을 자주 했다.
사생활 보호가 철저하기로 유명한데 그 예로는 안나 쿠르니코바가 임신했다는 사실을 팬들은 물론이고 기자들도 몰랐고 출산후 알려졌다. 출산을 앞두고 병원에서 이글레시아스는 안나에게 "제발 계속 이대로 기자들이 몰랐으면 좋겠다"라고 했지만 병원에 보는 눈이 많았기 때문에 들킬수밖에 없었다.
사실 몇명 팬들은 안나의 임신을 추측하긴 했다. 인스타그램에 배를 가리거나 얼굴만 클로즈업해서 올렸으며 2012년에 건축한 집인데도 불구하고 2017년 여름에 높은 담벼락과 몇몇 보수공사를 했다. 하지만 결정적인 사진도 없었고 몇년째 계속되는 임신설였기 때문에 다들 믿지 않았다.

## 음반 목록
스페인어 정규 음반
- Enrique Iglesias (1995)
- Vivir (1997)
- Cosas del Amor (1998)
- Quizás (2002)

영어 정규 음반
- Enrique (1999)
- Escape (2001)
- 7 (2003)
- Insomniac (2007)

스페인어/영어 정규 음반
- Euphoria (2010)
- Sex and Love (2014)

## 영화 목록
- 원스 어폰 어 타임 인 멕시코